# 우드무르티야 공화국의 국가

우드무르티야 공화국의 국기

우드무르티야 공화국의 국가는 러시아의 공화국인 우드무르티야 공화국의 국가이다.

## 가사

### 한국어 해석
1절
한 줄기 태양 빛이 재를 태우지만
새벽에 강물 위로.
그 깃발은 내 믿음이라네
나의 조국이여, 그대에게 영광을!
후렴
일어나라, 전능하신 신이시여!
머나먼 지평선으로부터
우리에게 새로운 행복을 주소서,
자유의 날개를 달고!
2절
세상에 얼마나 다정한가.
주위의 분위기는 긍정적이라네.
두루미은 다른 사람에게 그대의 몫을 나눠준다네
나의 조국, 그대에게 영광을!
후렴
일어나라, 전능하신 신이시여!
머나먼 지평선으로부터
우리에게 새로운 행복을 주소서,
자유의 날개를 달고!
3절
샘에서 나오는 물은 밖으로 나간다네.
볼가 강과 카마 강에 존재감을 주리라
러시아와 함께 슬픔과 영광을 누렸다네.
그대는 나의 우드무르트라네
후렴
일어나라, 전능하신 신이시여!
머나먼 지평선으로부터
우리에게 새로운 행복을 주소서,
자유의 날개를 달고!